# جمال لو غراند
جمال لو غراند (بالهولندية: Jemal Le Grand)‏ (مواليد 30 يونيو 1994) هو سبّاح هولندي، مثّل بلاده في الألعاب الأولمبية الصيفية 2012.

## روابط خارجية
جمال لو غراند على موقع الاتحاد الدولي للسباحة (الإنجليزية)
- جمال لو غراند على موقع اللجنة الأولمبية الدولية (الإنجليزية)
- جمال لو غراند على موقع أوليمبيديا (الإنجليزية)